# New Zealand Gazette
Die New Zealand Gazette gilt als die erste Zeitung Neuseelands.

## Geschichte
Ihre erste Ausgabe wurde am 21. August 1839 noch in London produziert. Ihr Herausgeber war Samuel Revans. Acht Monate später erfolgte die Herausgabe der zweiten Ausgabe. Sie erschien am 18. April 1840 aber in Petone, damit bereits in Neuseeland. Nach 20 Ausgaben fügte Revans dem Namen der Zeitung "and Britannia Spectator" hinzu.
Revans war ursprünglich von dem britischen Kolonisierungstheoretiker Edward Gibbon Wakefield engagiert worden, für das Kolonisierungsprojekt der New Zealand Company eine Zeitung zu erstellen. Revans tat dies so gründlich, dass das Blatt in der Öffentlichkeit als Sprachrohr der New Zealand Company wahrgenommen wurde und dies umso mehr, da Revans sich mit seiner Zeitung im Konflikt der New Zealand Company mit der Administration der Kolonie Neuseeland klar auf die Seite der Company schlug. Dies führte schließlich dazu, dass 1842 der New Zealand Colonist in Opposition zur Gazette herausgebracht wurde.
Im September 1844 wurde die New Zealand Gazette ohne großes Aufsehen zu erregen eingestellt. Die Mitarbeiter des Blattes fanden neue Arbeitgeber in den Zeitungen New Zealand Spectator und Cook’s Strait Guardian, die nur wenige Wochen später in Wellington neu erschienen.

## New Zealand Government Gazette
1841 gab die Regierung der damaligen Kolonie Neuseeland ihrerseits eine Zeitung heraus, die New Zealand Government Gazette genannt wurde, aber in Kororāreka herausgegeben wurde. Später, nachdem die New Zealand Gazette vom Markt verschwunden war, benannte man die offizielle Zeitung der Regierung in New Zealand Gazette um. 
Die New Zealand Gazette ist noch heute das offizielle Verlautbarungsblatt der neuseeländischen Regierung und kann seit September 1993 Online eingesehen werden, seit 2000 in PDF-Version.